# Rot (Donau)
Die Rot, nördlich von Achstetten auch Baierzer Rot genannt, ist ein Fluss in Oberschwaben, dem südöstlichen Teil von Baden-Württemberg, überwiegend im Landkreis Biberach. Sie ist nicht zu verwechseln mit der Roth, die im bayerischen Schwaben in die Donau mündet.
Nach einem mitsamt ihrem längsten Oberlaufstrang über 55 km langen Lauf vorwiegend nach Norden und Nordnordwesten mündet die Rot zuletzt im Gebiet der Kleinstadt Erbach im Alb-Donau-Kreis von rechts in die Donau.

## Geographie

### Verlauf
Die Rot entsteht im Landkreis Biberach beim Weiler Spindelwag der Gemeinde Rot an der Rot aus dem Zusammenfluss des von Süden kommenden Pfaffenrieder Bachs und des von Südwesten heranfließenden Ellbachs. Als Hauptoberlauf gilt der Pfaffenrieder Bach mit seiner viel größeren Länge und seinem etwas größeren Teileinzugsgebiet. Dieser entfließt im Landkreis Ravensburg wenig nordwestlich des Bad Wurzacher Dorfes Seibranz am Öschhof einem Kleinteich fast auf dem Scheitel einer würmeiszeitlichen Moräne, die Wasserscheide zwischen der Iller jenseits und dem Teileinzugsgebiet der Donau oberhalb von deren Zufluss diesseits ist. Der rechte Pfaffenrieder Bach vereint sich dann  bei Spindelwag mit dem linken Oberlauf.
Nach der „Flusshochzeit“ von Ellbach und Pfaffenrieder Bach schlängelt sich die Rot überwiegend nordwärts durch ihr von bewaldeten Höhenzügen gesäumtes Tal, das anfangs von Moor und Wiesen und später von Ackerland durchsetzt ist. Über das Gemeindegebiet von Rot an der Rot, wo die Haslach vor Zell an der Rot einmündet, ihr einzugsgebietsreichster Nebenfluss, fließt sie auf Berkheim-Eichenberg zu und nimmt den Reichenbach auf, anschließend an Erolzheim-Edelbeuren vorbei nach Gutenzell, unter dem ihr der Laubach zufließt. Danach zieht sie durch Schwendi und Burgrieden in Richtung Achstetten, das links am Lauf liegt.
Wenige Kilometer flussabwärts durchfließt die Rot das zur Stadt Erbach im Alb-Donau-Kreis gehörende Dellmensingen, wo ihr als letzter der großen Zuflüsse die Schmiehe zufällt. Unterhalb davon mündet der größte Teil ihres Abflusses über einen künstlich angelegten Kanal in das durch einen von der Donau rechts abzweigenden Kanal gespeiste Staubecken des Wasserkraftwerks Donaustetten bei Ulm-Donaustetten (Stadtkreis Ulm), während ihr Restwasser unter dem von der Donau abgezweigten Kanal hindurch geleitet wird und im ursprünglichen Flussbett weiter nach Norden läuft, um nur wenig weiter nördlich gegenüber dem Badesee und dahinter dem zentralen Erbach in das Flussbett der Donau selbst einzumünden.

### Einzugsgebiet
Die Rot hat ein außer im obersten Bereich recht schlankes, 297 km² großes Einzugsgebiet, das sich in Luftlinie etwa 47 km weit ungefähr nordwärts von der Wasserscheide im Süden zur Iller bis zur Mündung in die Donau erstreckt. Die westliche Wasserscheide grenzt nur kurz an das der Riß, überwiegend aber an das des Flusssystems der weniger als einen Kilometer weiter oberhalb in die Donau mündenden Westernach und insbesondere von dessen Hauptgewässer Rottum. An der Ostseite grenzt im oberen Bereich das Einzugsgebiet der Iller an, später das der seit Beginn der 21. Jahrhunderts selbständig in die Donau mündenden Weihung, die zuvor die unterste Iller speiste. Alle Nachbarflüsse ziehen fast parallel nordwärts in Richtung auf die Donau zu.

### Zuflüsse
Direkte Zuflüsse vom Ursprung bis zur Mündung. Auswahl, in der Regel ohne Nebenkanäle.
- Pfaffenrieder Bach, rechter Oberlauf, 13,3 km und 33,5 km²
- Ellbach, linker Oberlauf 6,7 km und 29,6 km²
- (Zufluss), von links nach Rot an der Rot-Hammerschmiede, 1,0 km
- Galgenwiesengraben, von links bei Rit an der Trot-Ziegelmühle, 1,1 km
- Haslach, von rechts nach Rot an der Rot, 12,6 km mit dem Oberlauf Rappenbach und 46,9 km²
- Reichenbach, von links nahe Erolzheim-Dietbruckmühle, 11,2 km und 14,3 km²
- Gutenzellgraben, von links in Gutenzell-Hürbel-Gutenzell, 0,7 km
- Kohlplattenbach, von rechts, 1,4 km und 1,2 km²
- Ilgenweiherbach, von rechts vor Gutenzell-Hürbel-Niedernzell, 4,4 km und 7,7 km²
- Wasenstichgraben, von rechts durch Niedernzell, 2,7 km und 3,8 km²
- Laubach, von links bei Schwendi-Huggenlaubach, 20,1 km und 34,0 km²
- Meisterbach, von links in Schwendi, 1,2 km
- Huttenbach, von rechts vor zwischen Schendi und Schwendi-Großschafhausen 8,7 km und 11,7 km²
- Riedgraben zwischen Schwendi-Bußmannshausen und -Orsenhausen, 1,8 km
- Augraben, von rechts aus Orsenhausen, 4,0 km und 4,6 km²
- Grenzgraben, von rechts aus Orsenhausen, 1,1 km
- Voggenweiler Bach, von rechts zwischen Orsenweiler und Burgrieden-Rot, 0,9 km
- Rosenäckergraben, von links, 1,1 km
- Rotbächle, von rechts durch Rot über einen rechten Mühlkanal, 2,1 km
- Eisengrundgraben, von links, 1,0 km
- Hirschallgraben, von links vor Burgrieden-Bühl, 1,0 km
- Bühler Bach, von links nach Bühl, 1,0 km
- Heuberggraben, von rechts zwischen Rot und Burgrieden, 0,5 km
- Rüffelgraben, von rechts vor Burgrieden, 0,4 km
- Hochstetter Graben. von rechts aus Burgrieden-Hochstetten, 0,9 km
- Amselaugraben West, von links nach Hochstetten, 0,7 km
- Nonnenberggraben, von rechts nach Burgrieden, 1,5 km
- Amselaugraben Mitte, von links gegenüber der Kläranlage nach Burgstetten, 0,9 km
- Galgenmähdergraben, von rechts zwischen Burgrieden und Achstetten-Bronnen, 0,3 km
- Amselaugrenzgraben, von links zwischen Hochstetten und Bronnen, 1,0 km
- Krähwinkelgraben, von rechts gegenüber Achstetten-Mönchhöfe, 2,2 km
- Urspringbach, von links durch Achstetten, 2,4 km
- Rotwiesengraben, von links aus Achstetten, 0,6 km
- Stettener Bach, von rechts bei Achstetten-Stetten über einen rechten Mühlkanal, 3,1 km und 3,7 km²
- (Altarm), von links, 0,3 km. Entwässert eine größere Weihergruppe
- (Entlastungskanal von der Westernach), von links, 0,7 km
- Schmiehe, von rechts in Erbstatt-Dellmensingen, 10,0 km und 21,1 km²

### Ortschaften
Ortschaften am Lauf mit ihren Zugehörigkeiten. Nur die Namen tiefster Schachtelungsstufe bezeichnen Siedlungsanrainer.
Baden-Württemberg
- Landkreis Ravensburg
  - Stadt Bad Wurzach
    - […] nur höhere Oberläufe
- Landkreis Biberach
  - Gemeinde Rot an der Rot
    - Rot an der Rot (Dorf)

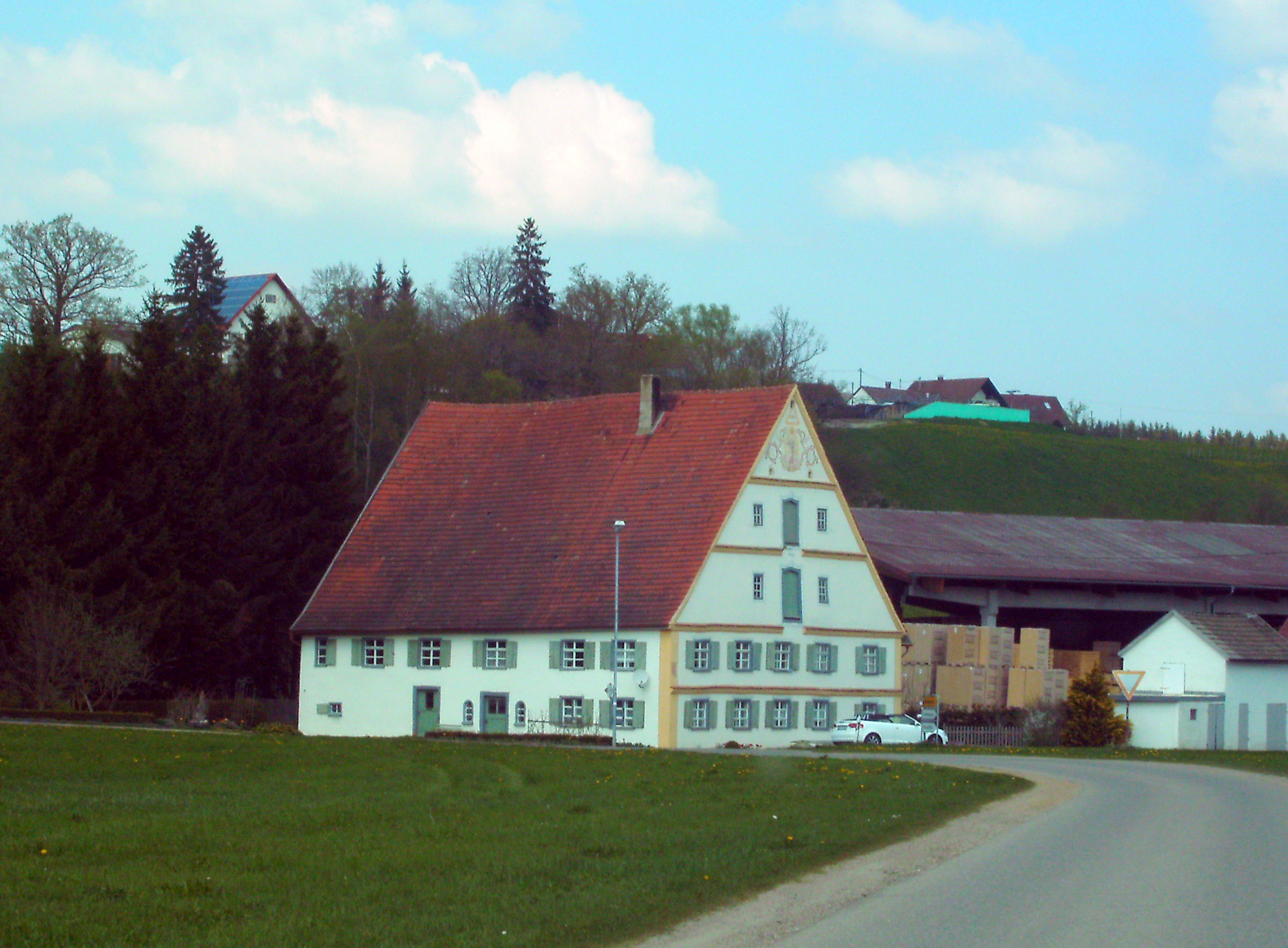
Ellbach-Mühle: Hier entsteht die Rot

    - Zell an der Rot (Weiler, rechts)
    - Mettenberg (Weiler, linker Hang)
    - Haldenhaus (Haus, linker Hangfuß)

  - Gemeinde Berkheim
    - Eichenberg (Weiler, links)
    - Grabenmühle (Hof, rechts)

  - Gemeinde Kirchdorf an der Iller
    - Binnrot (Weiler in Gemeindeexklave, rechter Hangfuß)

  - Gemeinde Erolzheim
    - Bechtenrot (Weiler, rechts)
    - Dietbruckmühle oder Herrenmühle (Gehöft, rechts)
    - Edelbeuren (Dorf)

  - Gemeinde Gutenzell-Hürbel
    - Gutenzell (Dorf)
    - Niedernzell (Weiler, rechter Hangfuß)
    - Weitenbühl (Weiler, rechter Hang)

  - Gemeinde Schwendi
    - Huggenlaubach (Weiler, links)
    - Dietenbronn (Weiler, linker Hang)
    - Schwendi (Dorf, überwiegend rechts)
    - Großschafhausen (Dorf, rechter Hangfuß)
    - Kleinschafhausen (Weiler, links)
    - Bußmannshausen (Dorf, links)
    - Orsenhausen (Dorf, rechts)

  - Gemeinde Burgrieden
    - Rot (Dorf, rechts)
    - Bühl (Dorf, linker Hang)
    - Hochstetten (Weiler, links)
    - Burgrieden (Dorf, rechts)

  - Gemeinde Achstetten
    - Bronnen (Dorf, links)
    - Mönchhöfe (Weiler, links)
    - Holzmühle (Gehöft, rechts)
    - Achstetten (Dorf, links)
    - Unterholzheim (Ortsteil, rechts)
    - Stetten (Dorf, rechter Hang)
- Alb-Donau-Kreis
  - Stadt Erbach
    - Dellmensingen (Dorf, überwiegend rechts)

## Sehenswertes
Zu den Sehenswürdigkeiten an der Rot gehören beispielsweise Abschnitte der Ferienstraßen Oberschwäbische Barockstraße und Mühlenstraße Oberschwaben, die entweder entlang des Flusses führen oder diesen kreuzen.

### LUBW
Amtliche Online-Gewässerkarte mit passendem Ausschnitt und den hier benutzten Layern: Der Zusammenfluss der Oberläufe zur Rot
; für andere Abschnitte bitte den Ausschnitt vergrößern oder verschieben.

Allgemeiner Einstieg ohne Voreinstellungen und Layer: Daten- und Kartendienst der Landesanstalt für Umwelt Baden-Württemberg (LUBW) (Hinweise)
1. ↑  Höhe nach dem Höhenlinienbild auf dem Hintergrundlayer Topographische Karte.
2. 1 2  Höhe nach blauer Beschriftung auf dem Hintergrundlayer Topographische Karte.
3. 1 2  Länge nach dem Layer Gewässernetz (AWGN).
4. ↑  Einzugsgebiet nach dem Layer Aggregierte Gebiete 04.